# Messaouda Boubaker
Messaouda Boubaker (sinh ngày 19 tháng 2 năm 1954) là một tiểu thuyết gia người Tunisia và nhà văn viết truyện ngắn viết bằng tiếng Ả Rập.
Sau Cách mạng Tunisia, Boubaker gia nhập các tổ chức xã hội dân sự của đất nước với tư cách là một nhà hoạt động chính trị. Để đáp lại một chàng trai trẻ bảo bà ngừng phản kháng và quay trở lại nhà bếp nơi bà thuộc về, bà đã viết một tập truyện ngắn có tựa đề Adhal ahki (Tôi tiếp tục kể lại, 2013). Giống như nhiều nhà văn nữ Tunisia khác, bà rất muốn tiếp tục công việc của mình, giải thích rằng chỉ có cái chết mới có thể khiến bà im lặng.
Cuốn tiểu thuyết Perle et amoust (Pearl and Amber, 2005) của bà bao gồm Chama đen châu Phi huyền bí, hậu duệ của các nữ pháp sư Timbuktu. Trong số các tiểu thuyết khác của bà là Laylat al-ghiyab (1997), Trushqana (1999], Wada'an Hammurabi (2002), Juman wa 'anbar (2007), al-Alif wa al-nun (2009) và Adhal ahki (2013) 